# Achille Casanova
Achille Casanova (Zürich, 2 oktober 1941 – Bern, 17 juli 2016) was een Zwitsers politicus.
Achille Casanova volgde het gymnasium in Lugano. Hierna studeerde hij economie en rechten in Bern. Nog tijdens zijn studie was hij redacteur van de Italiaanstalige afdeling van de federale telegraafdienst. Vanaf 1962 was hij werkzaam als journalist voor de Italiaanstalige federale radio en televisie. Vanaf 1971 was hij correspondent binnenlandse politiek voor de televisie van het kanton Ticino. Daarnaast was hij bijzonder gevolmachtigde bij de directie van de Zwitserse Radio en Televisie Vereniging (SRG/SSR).
Achille Casanova werd in juli 1981 tot eerste Italiaanstalige vicekanselier gekozen. Hij bleef vicekanselier tot juli 2005.
Achille Casanova leidde tijdens zijn vicekanselierschap de dienst informatie en de taaldienst. In de functie van vicekanselier was hij ook voorzitter van de commissie voor culturele contacten met Italië. Zijn opvolgster is Corina Casanova, geen familie van Achille.
Casanova was lid van de Christendemocratische Volkspartij (CVP).

## Kandidaat voor hetbondskanselierschap
In 2000 werd Achille Casanova voor de CVP kandidaat gesteld voor het bondskanselierschap. Casanova werd niet tot bondskanselier gekozen, maar mevr. Annemarie Huber-Hotz van de Vrijzinnig Democratische Partij (FDP). Huber-Hotz kreeg 152 stemmen terwijl 86 stemmen naar Casanova gingen.

## Familie
Achille Casanova was getrouwd met Erika Ifland. Het echtpaar had twee kinderen: Marco (1967) en Christina (1972). Hij overleed op 74-jarige leeftijd aan kanker.